# Daniel Webster
Daniel Webster (18. ledna 1782 Salisbury, New Hampshire, USA – 24. října 1852 Marshfield, Massachusetts) byl americký politik, tajemník a senátor USA, považovaný za vynikajícího řečníka. Webster byl povoláním právník, měl mnoho sporů před Nejvyšším soudem USA. Byl velice vlivnou osobností politické strany Whig Party.